# Brachypterona vieirai
Brachypterona vieirai är en insektsart som beskrevs av Quartau 1981. Brachypterona vieirai ingår i släktet Brachypterona och familjen dvärgstritar. Inga underarter finns listade i Catalogue of Life.